# WhatsUp Gold
WhatsUp Gold ist eine Software. Sie bietet eine Reihe integrierter Module zur Netzwerk-, Host- und Serviceüberwachung. Eine Windows-Benutzeroberfläche sowie ein Webinterface können zum Konfigurieren und Abfragen der gesammelten Daten verwendet werden. Diese Daten werden in einer MS SQL Datenbank gespeichert.
Hauptmerkmale der Software sind:
- ermittelt alle aktiven Netzwerkkomponenten
- Visualisierung und Dokumentation des Netzwerks
- informiert beim Auftreten von Problemen im Netzwerk
- sammelt über die Zeit Netzwerkinformationen und fasst diese in Berichten zusammen

## Übersicht
Die zu überwachenden Hosts und andere Geräte werden mittels Netzwerk-Scan oder manueller Zuweisung WhatsUp Gold bekannt gemacht. Das Zusammenfassen in statische und dynamische Gruppen für einzelne Hosts erleichtert die Organisation der Objekte. Für die Verwaltung stehen ein Windows- und Webinterface zur Verfügung. Alternativ kann auch direkt auf die Datenbank zugegriffen werden.
WhatsUp Gold kann den Status verschiedener Dienste (z. B. HTTP, HTTPS, SSH, FTP) sowie den Festplattenplatz, Speicher- und CPU-Auslastung, Uptime usw. über WMI, SNMP, TCP, UDP oder SSL abfragen und auswerten. Für das „polling“ der unterschiedlichen Geräte steht ICMP, Netbios und IPX zur Verfügung. Darüber hinaus kann mittels Scripting auf Dateisystem, Registry und zahlreiche andere Objekte zugegriffen werden.
Dadurch kann WhatsUp Gold in Echtzeit Netzwerkdienste, Windows NT-Services, Ereignisprotokolle, Syslog-Events und die Auslastung der Systemressourcen überwachen und aufzeichnen. Außerdem werden Lastspitzen, Bandbreitenprobleme und die Verfügbarkeit von HTTPS-Seiten erkannt.
Sobald ein überwachter Wert einen definierten Schwellwert überschreitet bzw. nicht mehr erreichbar ist, werden zuvor festgelegte Aktivitäten (z. B. E-Mail, SMS, Pager, ActionScript, Webalarm etc.) ausgelöst. Eine redundante Auslegung mittels Cluster-Technik ist möglich, ein „Failover“ kann mittels Scripting realisiert werden. Durch den client-losen Ansatz ist es nicht notwendig, spezielle Software auf den entfernten Systemen zu installieren, mittels Scripting kann aber auf entfernte ("remote") Systeme zugegriffen, bzw. auf diesen beliebige Tools ausgeführt werden. SNMP-fähige Geräte können mit Hilfe der Integration beliebiger MIB-Dateien umfassend überwacht werden.

## Berichte
Ein wesentlicher Aspekt der Netzwerk-Monitoring ist neben der Alarmierung die Aufbereitung von gesammelten Daten, um Trends und Zusammenhänge bei der Analyse der IT-Landschaft zu gewinnen. WhatsUp Gold fasst die unterschiedlichen Berichte (reports) in folgende Gruppen zusammen:
- System:  systemnahe und globale Berichte, wie z. B. Action Log, General Error, Passive Monitor Errors, Performance Monitor Error, SNMP Trap, Syslog Entries, Windows Events, Active Discovery, Activity, Home Workspace, Recurring Action, Recurring Report, Web User Activity
- Group:  Zeigt und vergleicht Performance und Verfügbarkeitsdaten frei definierbarer Gruppen, wie z. B. CPU-Auslastung, Festplattenfüllgrad, Antwortzeit, Active Monitor Outage, Zustand etc.
- Device:  Spezielle Reports für ein dediziertes Gerät, z. B. Festplattenfüllgrad, Zustandsänderungen, Syslog, SNMP Trap usw.
- Performance:  Zusammenstellung der Auslastungsstatistik, z. B. Antwortzeiten, Verfügbarkeiten, benutzerdefinierten Kennzahlen etc.
- Problem Area:  Unterteilung spezieller Problembereiche, wie z. B. Performance Error Logs, diverse Ereignisprotokolle, allgemeine Fehlerprotokolle, Fehlerfallen etc.

In Workspaces können innerhalb der Weboberfläche beliebig Berichte und "Maps" kombiniert werden. Durch den Einsatz von Ajax funktioniert das Webinterface ähnlich wie eine Windows-Oberfläche.